# Пепельная среда в славянской традиции
Статья — о народной обрядности. О церковном праздновании см. статью Пепельная среда
Пепе́льная среда́ в славя́нской тради́ции — народные обычаи празднования Пепельной среды славянами-католиками. Несмотря на церковные предписания о строгости первого дня поста, часто в этот день ещё продолжались мясопустные игры и развлечения (см. жирный вторник). В православии соответствует чистому понедельнику (см. Понедельник — полоскозуб).

## Славянские названия дня
чеш. Popeleční, Smetná, Ostatková středa, Černá, Bláznová středa, словац. Popolcová, Krivá, Škaredá, Suchá streda, пол. Popielec, Sucha środa, Dzień czarownic («пепельная, сорная, последняя, чёрная, сумасшедшая, кривая, безобразная, сухая, вступительная» среда, а также «ведьмин день»).

## Церковные традиции
На католических мессах этого дня проводится специальный обряд посыпания голов верующих освящённым пеплом (иногда вместо посыпания пеплом головы наносится на лоб пеплом знак креста). Этот обряд знаменует сокрушение и покаяние, которые требуются от христиан во время поста. Во время обряда священник говорит каждому верующему «Покайтесь и веруйте в Евангелие» (Мк. 1:14), либо «Прах ты и в прах возвратишься» (Быт. 3:19). Пепел, по традиции, получается от сожжения ветвей, сохранявшихся с прошлого Вербного (Пальмового) воскресенья.

## «Кривая» среда
Пепельная среда в народном сознании была границей, отделяющей мясопустные весёлые празднования и ряженье и строгий длительный пост. Благодаря такому положению этот день считался опасным, требовал соблюдения определённых запретов. Так запрещалось прясть нити, иначе лён и конопля могут не вырасти, а нитка принесёт несчастье тому, кто её носит в своей одежде. Плохой приметой было шить, подковывать коней, подкладывать яйца под наседку — цыплята и гусята вылупятся «кривыми» и уродливыми (словац.). Словенцы считали: кто шьёт в этот день — у того куры не будут нестись. Поляки считали день «кривым», и поэтому могли украсть какую-либо вещь из дома, чтобы потом в корчме продать её владельцу.

## Обережные обряды
В Словении в Прекмурье многие хозяйки вставали в Пепельную среду первой в доме, брали бульон, в котором она варила свиную голову на мясопуст («бенедиктова» вода) и мазала им ступни всех домашних — это защищало от змеиных укусов и ран и всяких несчастий в течение года. Затем этой водой хозяйка кропила дом и постройки. В Белой Крайне ноги мальчиков и живности мазали помоями, оставшимися после мясопуста, как оберег от укусов змей. В Адлешичах до восхода солнца помоями от «жирного» вторника обрызгивали огород, — чтобы кроты не рыли землю, а двор обходили с косой, по которой стучали палкой, — тогда лиса не будет таскать кур.
Словаки готовили длинную лапшу — чтобы колосья были высокими и пекли большие пироги — чтобы свиньи были толстыми. Женщины собирались и пили «за высокий лён», «на лён и коноплю», при этом они танцевали с высокими подскоками и перепрыгивали через лавку, чтобы лён и конопля росли высокими (чеш., словац., пол.). С этой же целью в Средней Словакии порой тянули за волосы женщину с самыми длинными волосами.
У словаков перед восходом солнца хозяйка вычищала печь, а «мясопустную» золу хранила; этой золой на Страстную пятницу обсыпали деревья и кусты от гусениц. Словенцы сушили остатки мясопустной пищи, а на Пасху добавляли в еду, или же могли съесть в четверг, соблюдая в Пепельную среду строгий пост.

## Обходы села
В Хорватии (в Междумурье) в Пепельную среду дети совершали обходы села с благопожеланиями и колядовали. В северо-восточной части Хорватии и в Боснии было в обычае принимать в Пепельную среду первого посетителя (kvocanje, prevnica, prtmlica, квочка), приветствовалась девочка (в отличие от зимнего «полазника»). Она молча садилась на приготовленный для неё стул, получала от хозяйки яйца (иногда деньги) и вскоре уходила. Обряд призван способствовать яйценоскости домашней птицы и хорошему высиживанию птенцов.

## Обряды с сажей и пеплом
Название «Пепельная среда» связано с тем, что у католиков в этот день благословляли в церкви пепел, священник чертил пеплом крест на лбу прихожан или посыпал голову пеплом в знак того, что начинается пост. У словаков Верхнего Грона в этот день женщины мазались сажей, парни старались помазать сажей девушек. У поляков над входом в корчму или в дом вешали сито с пеплом и обсыпали им всех входящих, посыпали также друг друга и дома. У поляков пеплом из мешочка, привязанного на палке, обсыпал девушек ряженый «старик», который приходил в ночь на Пепельную среду в корчму, где были танцы и совершался обряд «подкозелэк»; «старик» тряс своим мешочком над девушками, которые не вышли замуж в этом году и которых не «выкупили» заинтересованные парни (ленчиц., куяв., калиш., познан.). У курпей в избы заезжал ряженый («запуст») на деревянном коне, скакал по дому, обсыпая всех пеплом. В округе Радома молодёжь, обходившая дома с куклой мясопуста («бахус»), грозила забрать незамужних девушек с собой, и если обходчикам не давали выкуп, они мазали девиц сажей.
Южные славяне считали, что если мясопустным пеплом посыпать семена, поля, дома и другие постройки, — это поможет уберечь от пожара, грозы, вредителей. С этой же целью в словенской Зильской долине (Каринтия) во время звона церковных колоколов на утреннюю мессу хозяйка закапывала под порогом дома пепел из печи.

## Похороны Мясопуста
В Пепельную среду устраивались игры с символикой окончания, уничтожения — убиение, сжигание, потопление, похороны мясопуста, которого делали в виде чучела или изображал ряженый, в некоторых местах это был музыкальный инструмент или же музыкант. В Польше судили и обезглавливали куклу Мясопуста (краков., мазур.), топили или жгли соломенное чучело смерти, которое всю неделю возили по улицам (люблин., келец.), при этом прыгая через огонь (мазур.). (ср. обряд «Похороны Масленицы»).
В Западной Чехии «хоронили Масопуста» ряженые («трубочисты», «черти», «козы», «священник», «могильщик» и др.), которые шли процессией по селу, неся на навозных носилках соломенное чучело. Иногда впереди несли завернутые в чёрное покрывало скрипку и др. музыкальные инструменты. Голосили «плакальщицы». Процессия направлялась за село, к реке, или во двор одного из домов, где у навозной кучи начинался суд над «Масопустом». После суда чучело топили в реке или зарывали в навоз (Ходско, з.-чеш.). В других местах в Чехии соломенное чучело зарывали в снег.
У чехов и словаков расставание с Масопустом, музыкой и весельем на семь недель поста символизировали «похороны контрабаса». Контрабас кропили пивом — разлучались с ним до Пасхи (з.-словам.), накрывали его покрывалом и произносили шутливые стихи, например: «Вчера ещё я держал тебя за колени, а теперь ты совсем околела, вчера я держал тебя за грудь, а теперь вокруг тебя уже горят свечи…» (ср.-словац.). В Чехии и Моравии обряд совершался в ночь со вторника на среду и представлял собой вариант «похорон Бахуса», или «Масопуста». В окрестностях Рожнова (с.-морав.) контрабас накрывали скатертью, ряженый священником «кадил» его из пустого кувшина и смешил людей своей «проповедью», «плакальщик» оплакивал умершего.
У поляков в Мазовии образ Мясопуста слился с фигурой музыканта: в Пепельную среду (пол. Popielec) девушки впрягались в сани и возили скрипача по селу, потом доставляя его в корчму, где прощание с мясопустом и музыкой, после чего инсценировалось «сжигание» и «повешение» музыканта (поджигали соломенные перевясла, которыми он был обкручен, накидывали на шею соломенный жгут).
У словенцев в Пепельную среду уничтожали чучело Пуста или Курента: чучело одевали в старую мужскую одежду, местами разыгрывались его «похороны»: чучело несли на носилках, изображая похоронную процессию, «кадили», звонили в колокольчики; иногда их сопровождали ряженные со священником и певчим. После обхода села чучело поджигали и бросали с моста в реку или закапывали в землю.

## Игры и ряженье
В Пепельную среду продолжались игры эротического характера в которых участвовали ряженые: например, парни ходили с «кузнецом» «подковывать» девушек и молодых женщин, то есть разували их и портили обувь, иногда задирая при этом юбки (Средняя и Восточная Словакия); девушки платили парням «бритьём» во время которого «мылили» пойманного парня льдом, скребли «бритвой»-щепкой, а если он вырывался, то били его палками (в.-словац.). В Замагурье (север Восточной Словакии) «брили» мужчин замужние женщины. На деньги, полученные за «бритье», женщины Моравской Словакии устраивали вечеринку в трактире. Чешские женщины ходили с горшком разведённого мыла и щеточкой «чистили мужчин», последние же, если не хотели быть вымазанными, откупались.
У хорватов на Пепельную среду совершали ритуальную пахоту, причём прокладывали борозду во дворе, вокруг двора, посреди и вокруг села, таскали плуг по улицам, иногда следом за ним тащили и борону. Обычно пахали женщины или ряженые женщинами парни. Обряд должен был оберегать село в течение года. В Отоке (Славония) женщины в чёрных одеждах впрягались в плуг и пахали каждую улицу, «чтобы запахать грешные масленичные следы».
Продолжались также обходы ряженых. В Моравии Пепельная среда — «безобразная, гадкая, уродливая» (чеш. Škarcdá streda) — была отмечена процессиями ряженых, которые ходили «с дрожжами», «с медведем», «с масками», а вечером молодёжь устраивала угощении в корчме с водкой и калачами. Одним из развлечений парней было возить девушку на санях до тех пор, пока она не откупится. Если же им не удавалось схватить саму девушку, они делали соломенное чучело и возили его, насмехаясь над той, которую оно представляло, а потом бросали куклу в пруд.
В Чехии, Моравии и прилегающих словацких областях в Пепельную часто ходил ряженый «гржебенарж» (чеш. hřebenář — «гребенщик») обвязанный соломенными перевяслами (скрученная солома) и призывавший: «Staré baby nа hrebeň, mladé ženy na rožeň!» [Старые бабы — на гребень, молодые — на вертел!], за что женщины обливают его водой. В районе Брода (морав.) он «едет» на огребле и кричит: «Na hrebeň! Staré baby kolozubé, nа hrebeň!» [На гребень! Старые беззубые бабы, на гребень!], а женщины обливают его водой. В обходах «гржебенаржей» молодые мужчины, ряженые в старьё и обкрученные соломенными перевяслами, ходили по селу, вызывали женщин под окно и оскорбляли их как можно более гадко, выкрикивая в конце: «Гей, гей, на гребень!» Женщины обливали их водой, а потом в трактире поджигали на них солому, отчего ряженые скакали и валялись по земле.

## Наказание неженатой молодёжи
К Пепельной среде были приурочены обряды наказания молодёжи брачного возраста, не вступившей в брак во время Мясопуста. У поляков, словаков, словенцев и хорватов это была «колодка», связанная с волочением бревна девушками и парнями, с последующим выкупом; позже обычай трансформировался в привешивание им на спину деревянных куколок, селедочных голов, костей, кусочков дерева и т. п. Обряд мог исполняться и на Мясопуст.
У хорватов и словенцев популярной формой осуждения безбрачия были соломенные куклы, выставляемые на крыши домов, укрепляемые на растущих поблизости деревьях, прислоняемые к дверям или подвешенные на окна: для девушек ded, mož (словен.), для парней — baba, nevesta (словен.), Pepelnica (хорв.) В Нижней Крайне «Пуста» приносили к дому девушки и здесь «хоронили» в снегу или сжигали.
В Польше в качестве наказания девушек, не вступивших в брак, парни в ночь на Пепельную среду разбивали о стены их домов горшки с «журом» (кислой похлебкой), с пеплом или с навозом; замазывали окна их домов известью или краской; ряженые произносили обидные или фривольные стихи во время обходов их дворов (краков.), били в их домах посуду, мазали девушек сажей и бесчинствовали; ряженые «дедом» и «бабой» обходили в Пепельную среду дома и били не женившихся и не вышедших замуж соломенными кнутами. В Хорватии (Междумурье) вблизи домов, где живут старые девы и холостяки, клали на ворота или столбы старую проросшую репу. В Словении наказывали провинившихся тем, что в Пепельную среду снимали двери или ворота в их домах и заставляли парней и девушек волочить их на себе. Подлежали осуждению также вдовы: в Подгалье (пол.) их запрягали в сани или телегу, на которой сидел «бахус», и заставляли их везти его в корчму; там брали с них выкуп.
Вступившие в брак также платили, но уже «вступное», за вхождение в общество замужних женщин. Обычно женщины привозили молодух в корчму на санях, и те ставили угощение и выпивку (познан.). Молодые мужчины давали выкуп за брак замужним женщинам.

## «Полоскание рта»
В некоторых местах вечером в среду в трактире прощались с выпивкой и едой — «полоскали рот» (в.-словац. vyplakovalist usta). Но ещё с утра мужчины пили водку, чтобы целое лето не кусали комары и мухи (чеш., Градецко, район Пльзень-север), или, возвращаясь из костёла, заходили в трактир выпить — «смыть пепел» (чеш. spláchnout popelce, ср. в.-слав. обычай Полоскозуба).